# Früh übt sich, Detektiv zu sein
Früh übt sich – Detektiv zu sein ist eine britischen Kinder- und Jugendserie (Originaltitel: Stick with Me, Kid) aus dem Jahr 1995. Die Mischung aus Krimi, Abenteuer und Comedy wurde von Buena Vista Productions in Großbritannien produziert und richtet sich an Kinder im Alter von etwa sieben bis elf Jahren. Die Serie umfasst 13 Episoden in einer Staffel. In Deutschland wurde die Serie erstmals am 1. Januar 1997 auf Super RTL ausgestrahlt.

## Handlung
Die Serie handelt von Ripley „Rip“ Hilliard, einem brillanten, aber von Gleichaltrigen wenig ernst genommenen 13-jährigen Jungen. Nachdem ein wertvoller Diamant aus einem Museum gestohlen wird, beginnt Rip mit der Aufklärung. Da die Polizei seine Ideen nicht beachtet, engagiert er den arbeitslosen Schauspieler Grant Logan, der einst einen Detektiv spielte, um als erwachsene „Maske“ zu fungieren. Obwohl Grant als offizieller Ermittler auftritt, ist Rip der eigentliche Kopf hinter den Fällen. Gemeinsam lösen die beiden weitere Kriminalfälle und helfen auch bei persönlichen Problemen ihrer Mitmenschen.

## Produktion
Früh übt sich – Detektiv zu sein wurde überwiegend in Südengland und in den Bray Studios bei London gedreht. Die Serie wurde von Peter Hume entwickelt. Ausführender Produzent war Daniel Petrie Jr., Regie führte unter anderem Gary Nelson. Das Drehbuch stammt u. a. von Hume, Lee Goldberg und William Rabkin.

## Episodenliste
| Nr. | Deutscher Titel                | Englischer Titel                | Autor(en)                     | Regie / Anmerkungen |
| --- | ------------------------------ | ------------------------------- | ----------------------------- | ------------------- |
| 1 | Ripleys erster Fall (1)        | Pilot – Part One                | Peter Hume                    | Gary Nelson         |
| 2 | Ripleys erster Fall (2)        | Pilot – Part Two                | Peter Hume                    | Gary Nelson         |
| 3 | Ein Cello auf Reisen           | Cello Goodbye                   | Peter Hume                    | TBA                 |
| Bei einem Konzert in Bonn wird ein Teil des Originalmanuskripts von Beethovens Neunter Symphonie aus einer Vitrine gestohlen, nachdem der Täter den Kasten zerstört und scheinbar die Seiten angezündet hat. Unabhängig davon bittet wenige Tage später Grants frühere Freundin Christina Samone den „Privatdetektiv“ um Hilfe, da ihr wertvolles Guarneri-Cello gestohlen wurde. Die Ermittlungen führen Rip und Grant zu Vorspielen des London Symphony Orchestra, wo Rip eine Liste der eingeladenen Cellisten erbeutet. Ein Hinweis verbindet mehrere der Musiker mit dem Bonner Sommerfestival, bei dem das Manuskript verschwunden war. Schließlich entdeckt Rip das unversehrte Beethoven-Manuskript versteckt in Christinas Cello-Koffer – der Dieb hatte es hier zunächst verborgen, um es später unauffällig abzuholen. Bei Christinas Vorspiel gelingt es Rip mit einem Trick, den wahren Täter zu entlarven. |                                |                                 |                               |                     |
| 4 | Für einen Haufen Gold          | Detectives in Training          | Lee Goldberg & William Rabkin | David Tucker        |
| Grant und Rip werden von Filmproduzent Gordon Dubelko engagiert, um den Autor Sammy Backlin aufzuspüren, der ein Buch über den legendären, nie vollständig aufgeklärten Goldrail-Express-Überfall geschrieben hat. Rip vermutet, dass Backlin entscheidende Hinweise auf den seit 30 Jahren verschwundenen Goldschatz hat, doch mehrere zwielichtige Gestalten sind ebenfalls hinter ihm her. Nachdem Grant und Rip Backlin vor einer Entführung durch diese retten, stellt sich heraus, dass die Enthüllungen im Buch fingiert sind und ein vermeintlicher dritter Täter bereits tot ist. Rip lässt sich davon nicht beirren und ermittelt weiter, bis er das wahre Versteck des Goldes im inzwischen in einem Museum ausgestellten Zug entdeckt. |                                |                                 |                               |                     |
| 5 | Der Fluch des Rahm             | The Wrath of Rahm               | Peter Hume                    | TBA                 |
| Der Dieb Bill Leighton flieht aus einem Haus mit einem mysteriösen goldenen Gegenstand, den ihm jedoch ein großer Neufundländerhund entreißt und damit verschwindet. Am nächsten Tag findet zufällig Rips Großmutter den Hund und nimmt ihn mit nach Hause. Über eine Zeitungsanzeige meldet sich ein Mann, der vorgibt, den vermissten Hund zu suchen. Als Leighton bei Rip zhause auftaucht, um das Tier abzuholen, schöpft er Verdacht. Er täuscht vor, dass der Hund verschwunden sei, um Zeit für eigene Ermittlungen zu gewinnen und kann den Dieb schlussendlich überführen. |                                |                                 |                               |                     |
| 6 | Das Auto und der Detektiv      | Every Cloud Has a Silver Lining | Ken Kaufman                   | Christopher King    |
| Grant Logan wird beauftragt, einen historischen Oldtimer, einen Rolls-Royce Phantom V, zu bewachen, nachdem dessen Besitzer Bruce Davies zuvor einen Drohbrief erhalten hat. Der Auftrag wirkt anfangs so unkompliziert, dass Grant meint ihn problemlos selbst erledigen zu könnte. Rip kann zu dieser Zeit sowieso nicht mithelfen, da er von seiner Mutter für eine Woche Hausarrest bekommen hat. Trotz der scheinbar einfachen Aufgabe spitzt sich die Lage unerwartet zu. Grant muss bald erkennen, dass der Fall mehr Gefahren birgt, als er zunächst ahnte. |                                |                                 |                               |                     |
| 7 | Angeschmiert                   | Frame Up                        | Jeffery C. Sherman            | Harry Harris        |
| Zu Grants Erstaunen taucht eines Morgens die attraktive, blonde Französin Michèle Tromper, mit großem Hut und Sonnenbrille, unvermittelt in seinem Badezimmer auf. Die charmante Madame Tromper bietet ihm viel Geld dafür, am nächsten Tag in ihrem Auftrag bei einer Kunstauktion auf ein bestimmtes Gemälde mitzubieten. Grant ist von ihrer Erscheinung fasziniert und lässt sich ohne weitere Nachfragen sofort auf den Auftrag ein. Rip hingegen misstraut der geheimnisvollen Frau von Beginn an. Schon bald zeigt sich, dass hinter ihrem Anliegen mehr steckt, als sie Grant ursprünglich erzählt hat. |                                |                                 |                               |                     |
| 8 | Ein Mann mit vielen Gesichtern | Man of a Couple Faces           | Lee Goldberg & William Rabkin | Gordon Flemyng      |
| Rips Großmutter vertreibt sich die Zeit mit der Teilnahme an diversen Gewinnspielen, als überraschend ihre frühere Theaterkollegin und Rivalin Lorinda auftaucht. In Safari-Hut und Khaki-Kleidung wirkt die sonst wohlhabende Frau ungewohnt mitgenommen. Sie berichtet, dass ihr 30 Jahre jüngerer Ehemann Victor sie während der gemeinsamen Flitterwochen in Afrika verlassen und um ihr gesamtes Vermögen gebracht hat. Rip und Grant nehmen sich der Sache an, um Lorinda beizustehen, und stoßen bald auf Hinweise, dass Victors Betrug nur ein Teil eines weit größeren Plans ist. |                                |                                 |                               |                     |
| 9 | Spuk im Woodruff Hotel         | Mayhem at the Woodruff Court    | Ken Kaufman                   | Harry Harris        |
| 10 | Die Rückkehr des Morlwagget    | Return of the Morlwagget        | Simon Booker                  | Gordon Flemyng      |
| Als Grants Auto weit entfernt von zu Hause liegen bleibt, geraten er und Rip in das englische Städtchen Hatchet, das von der Angst vor einer schleimigen Kreatur namens „Morlwagget“ beherrscht wird. Der örtliche Gastwirt Gus Skillen beauftragt Grant, zu beweisen, dass das Ungeheuer nicht existiert, um Feriengäste zurückzugewinnen, nachdem der Tourismus massiv eingebrochen ist. Tatsächlich erreicht Rip jedoch das Gegenteil: Er lockt das Wesen aus seinem Versteck und kann es fotografieren – sehr zur Freude der neugierigen Mrs. Nightingale. Grant verkauft die vermeintliche Sensationsgeschichte an eine Zeitung, wird jedoch von Reporterin Rosie Roberts als Betrüger entlarvt. Um die Sache zu bereinigen, muss er schließlich selbst im Morlwagget-Kostüm auftreten, während Rip den wahren Hintergrund des „Monsters“ aufdeckt.                                                                 |                                |                                 |                               |                     |
| 11 | Einer spielt falsch            | Don't Toy with Me               | James L. Novack               | Christopher King    |
| 12 | Küß die Hand, Signora          | Charity Case                    | Peter Hume                    | Christian I. Nyby   |
| 13 | Das Foto und das Model         | Damsel in This Dress            | Fabrice Ziolkowski            | Christian I. Nyby   |
| Grant und Rip werden beauftragt, das ehemalige Supermodel Squidge (in einer Gastrolle: Twiggy) vor einem Erpressungsring zu schützen, der gestohlene kompromittierende Fotos nutzt, um sie und andere Prominente zu erpressen. Verantwortlich sind der Modedesigner Vlad und sein Vater, die ihre Opfer zwingen, von ihnen entworfene unansehnliche Kleider auf Modenschauen zu präsentieren. Parallel dazu sucht Grant nach seinem gestohlenen Auto und begegnet dabei mehreren exzentrischen Personen. Trotz zahlreicher Missverständnisse gelingt es Rip, die Hintergründe der Erpressung aufzudecken. Am Ende werden Vlad und sein Vater überführt. |                                |                                 |                               |                     |

## Besetzung
| Darsteller        | Rolle                 |
| ----------------- | --------------------- |
| Kristopher Milnes | Ripley „Rip“ Hilliard |
| Leigh Lawson      | Grant Logan           |
| Rosemary Leach    | Rips Großmutter       |
| Louise Jameson    | Rips Mutter           |
| John Gielgud      | Rips Großvater        |

Daneben treten in zahlreichen Episoden weitere Schauspieler und Prominente in Gastrollen auf, darunter Kim Thomson (Folge 7: „Angeschmiert“), Graham Stark (ebenda), Matthew Marsh (Folge 4: „Für einen Haufen Gold“), John Forgeham (ebenda), Christopher Cazenove (Folge 6: „Das Auto und der Detektiv“), Walter Sparrow (ebenda) sowie Peter Bland (Folge 8: „Ein Mann mit vielen Gesichtern“).
Hervorzuheben ist daneben der Auftritt von „Twiggy“ (Lesley Lawson) als Model in Folge 13 („Das Foto und das Model“). Sie war auch im wahren Leben als Model tätig und ist mit dem Hauptdarsteller Leigh Lawson verheiratet.

## Rezeption
Die Serie wurde in Großbritannien und in Teilen Europas ausgestrahlt und fand bei einem jungen Publikum Anklang. Kritiker lobten die humorvolle Dynamik zwischen Rip und Grant.